# NGC 2421
NGC 2421 ist ein offener Sternhaufen im Sternbild Achterdeck des Schiffs und hat eine Winkelausdehnung von 8,0' und eine scheinbare Helligkeit von 8,3 mag. Er wurde am 30. Januar 1799 von Wilhelm Herschel entdeckt.